# Vall Central (Costa Rica)
La Vall Central (en castellà Valle Central) també anomenat Altiplà Central, Depressió Central o Vall Entremuntanyes Central, és una regió geogràfica situada al centre de Costa Rica, en la qual es troba la Gran Àrea Metropolitana; i aquesta és la major zona desenvolupada de Costa Rica en la qual es realitzen les més importants activitats de país
Aquest és el cor demogràfic, econòmic i cultural del país que gairebé tres quartes parts dels costa-riquenys hi viuen.

## Ubicació en l'espai
Geològicament, l'àrea correspon a una depressió tectònica. Ocupa una extensió aproximada de 3250 km² i una altura mitjana de 1400 msnm
La Vall Central abasta des de San Ramón (Alajuela) a l'oest, fins Paraíso (Cartago) a l'est. A nord limita amb les muntanyes d'Heredia, el volcà Barva, el volcà Irazú, i altres. A sud limita amb els contraforts de la Serralada de Talamanca i la vall del riu Tárcoles a sud-oest. Es divideix en dues seccions, la Vall Occidental i la Vall del Guarco (coneguda també com la Vall Oriental), les quals es troben subdividides pel coll de Ochomogo. És en aquest últim on es troba Cartago, la tercera ciutat més important de Costa Rica.

## Poblacions importants
La Vall Central és seient de les ciutats més importants de Costa Rica:
- San José
- Heredia
- Alajuela
- Cartago

També és lloc d'altres poblacions importants de menor grandària, com Grecia, Naranjo, Palmares, San Ramon, etc. Més de la meitat de la població de país se situa a la Vall Central, que també és seu de les oficines de govern i de les principals institucions i activitats econòmiques.

## Topografia i clima
De mitjana, la Vall Central oscil·la entre els 800 msnm (Alajuela, La Garita) i els 2100 msnm (Las Nubes de Coronado (2020 msnm), Rancho Redondo (2048 msnm), Llano Grande (2056 msnm), Tierra Blanca (2080 msnm), San Juan de Chicuá (2770 msnm).
Presenta una temperatura que oscil·la entre els 13 ° C i els 30 ° C, depenent de l'època de l'any i de l'altitud on s'efectuï el mesurament. La capital, San José, presenta una temperatura mitjana de 22 ° C.

La seva geografia tendeix a posseir pujols i elevacions suaus, que van augmentant cap a les muntanyes que delimiten la vall. En general, no presenta variacions extremes, ni accidents geogràfics de gran magnitud. Està profusament travessat per diversos llits fluvials, i és a la Vall Central on s'originen rius com el María Aguilar, Torres, etc.

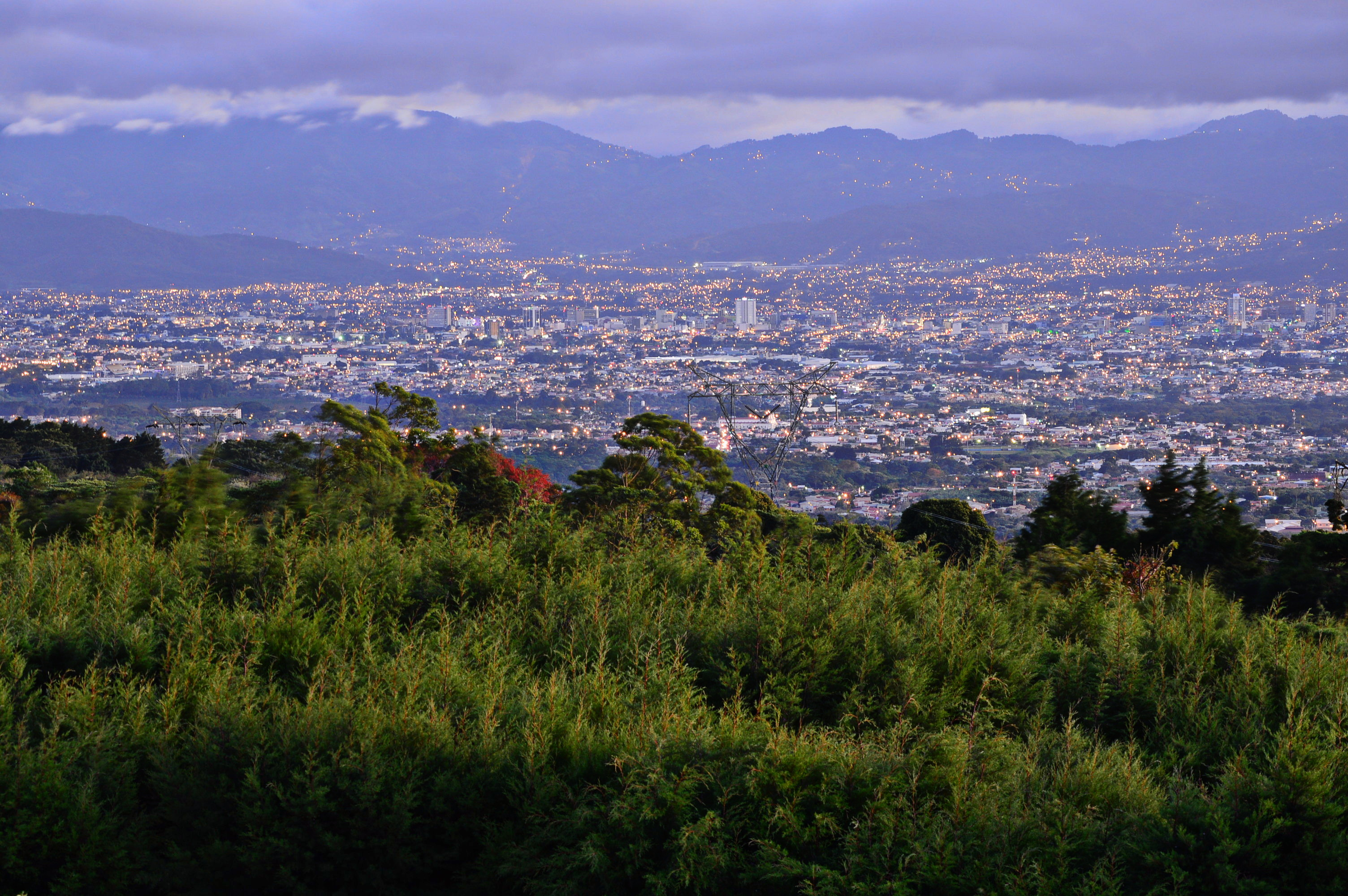
Vista de la Vall Central des de les muntanyes d'Heredia
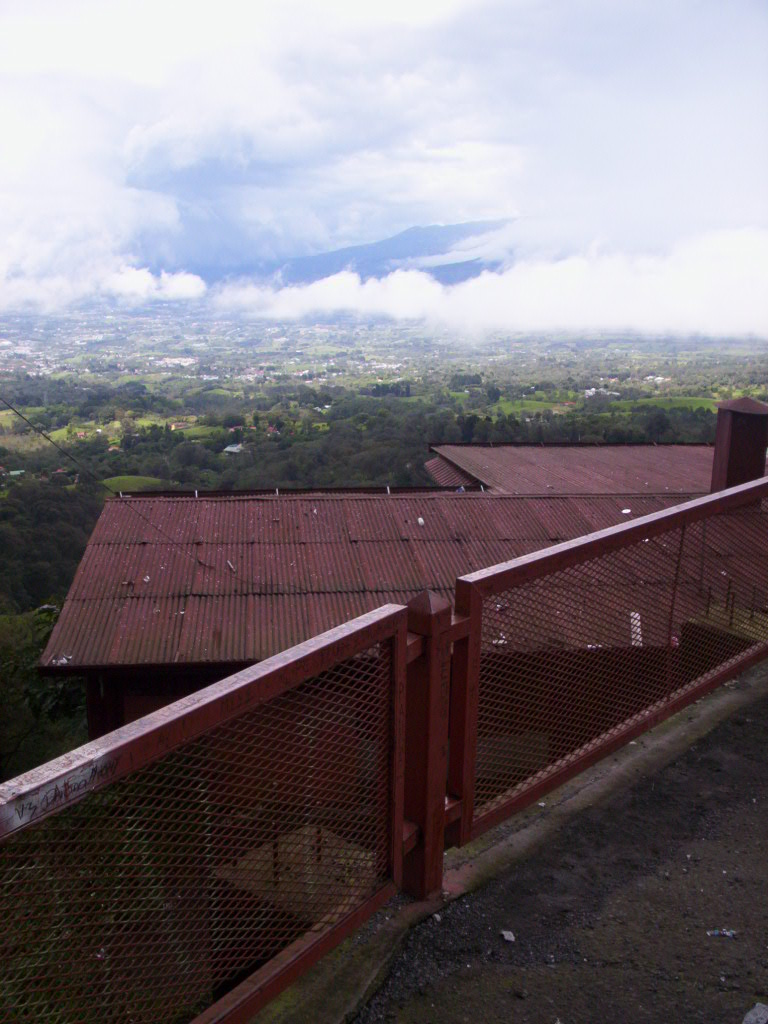
Valle Central, vist desde Rancho Redondo (al nord)

La vall està envoltat per una sèrie de turons, muntanyes i files muntanyoses: turó Guararí (2559 msnm), volcà Barva (2906 msnm), turó Chompipe (2259 msnm), turó Delícias (2290 msnm), turó Tibás (2179 msnm), turó Turú (2139 msnm), turó Zurquí (2010 msnm), turó Hondura (2047 msnm), turó Pico de Piedra (2661 msnm), turó Cabeza de Vaca (2790 msnm), volcà Irazú (3432 msnm), turons de La Carpintera (1870 msnm), fila Ventolera, llomes de Salitral i San Antonio, turó Pico Alto (2353 msnm), turó Rabo de Mico (2428 msnm), turó San Miguel (2136 msnm), turó Cedral (2320 msnm), turó Pico Blanco (2271 msnm) i fila d'Escazú.
Igual que gairebé tot el país (exceptuant el vessant del Carib), presenta dues èpoques ben definides:
- L'època seca (anomenada «estiu» a Costa Rica), caracteritzada per la predominança de vents alisis, dies sense núvols, i temperatures baixes. Va de novembre a abril.
- L'època humida (o «hivern»), presenta quantioses pluges que es presenten generalment en hores de la tarda (sobretot al maig i octubre). La humitat atmosfèrica augmenta juntament amb la temperatura. Va de maig a octubre / novembre.

## Activitats econòmiques
Són diverses, van des del cultiu de patates i xaiota en Cartago, fins a la producció de microprocessadors a la planta d'Intel a Belén, Heredia. També hi ha comerç i serveis (bancs, hospitals, universitats, etc.) de totes les classes possibles que ofereix el país. A la Vall Central també hi ha el principal aeroport del país, l'Aeroport Internacional Juan Santamaría.
La Vall Central manté una important relació amb diverses parts de país, amb les quals es connecta a través de la Carretera Interamericana, i d'altres vies. També es connecta amb Puerto Limón a través del túnel Zurquí, que creua el Parc Nacional Braulio Carrillo.
Realment es podria dir que l'únic servei d'importància que no existeix a la Vall Central, és un port.
A l'Altiplà Central se situen els principals nuclis urbans de país. És una zona de gran desenvolupament urbà i rural, ja que hi ha extenses zones dedicades a l'agricultura i ramaderia, així com la zona més poblada del territori costariqueny. Aquesta zona és reconeguda mundialment per tenir zones dedicades a plantar un cafè de gran qualitat exportat a tot el món, així per la seva riquesa i diversitat cultural.